# غازيني غانادوس
غازيني كريستيانا جوردي غانادوس (ولدت في 26 ديسمبر 1995) عارضة أزياء فلبينية فلسطينية ، وحاملة لقب مسابقة ملكة جمال بعدما توجت في 9 يونيو 2019 في سمارت أرانيتا كوليسيوم. بمسابقة ملكة جمال كون الفلبين 2019 ومثلت بلدها الفلبين في ملكة جمال الكون 2019. حيث حلت من ضمن أفضل عشرين مشاركة في المسابقة الدولية .

## نشأتها
ولدت غانادوس في مدينة دابيتان بمحافظة زامبوانجا ديل نورت لأم فلبينية وأب فلسطيني. لم تقابل أباها البيولوجي وترعرعت على يد أجدادها الأمهات. انتقلت غازيني غانادوس إلى مدينة تاليساي، سيبو للصف السادس وبعد ذلك حصل على درجة البكالوريوس في السياحة في 2018 في جامعة سان خوسيه ريكوليتوس في مدينة سيبو. كما أنها حاصلة على شهادة في خدمات الرعاية الصحية.

## روابط خارجية
- غازيني غانادوس في قاعدة بيانات الأفلام على الإنترنت
- غازيني غانادوس على إنستغرام